# Maffei 2
Maffei 2 é uma galáxia espiral intermediária a aproximadamente 10 milhões de anos-luz de distância na direção da constelação de Cassiopeia. Maffei 2 e Maffei 1 foram descobertas por Paolo Maffei, em 1968, por emissões de infravermelho. Maffei 2 está na zona de obscurecimento e é oscurecida quase que totalmente pelo plano da Via Láctea, assim está detectável com apenas comprimentos de ondas ópticos. Supõem-se que Maffei 2 é um membro do Grupo Local, mas agora é conhecida como membro de outro gurpo, o Grupo IC 342/Maffei.